# Apfelsaft

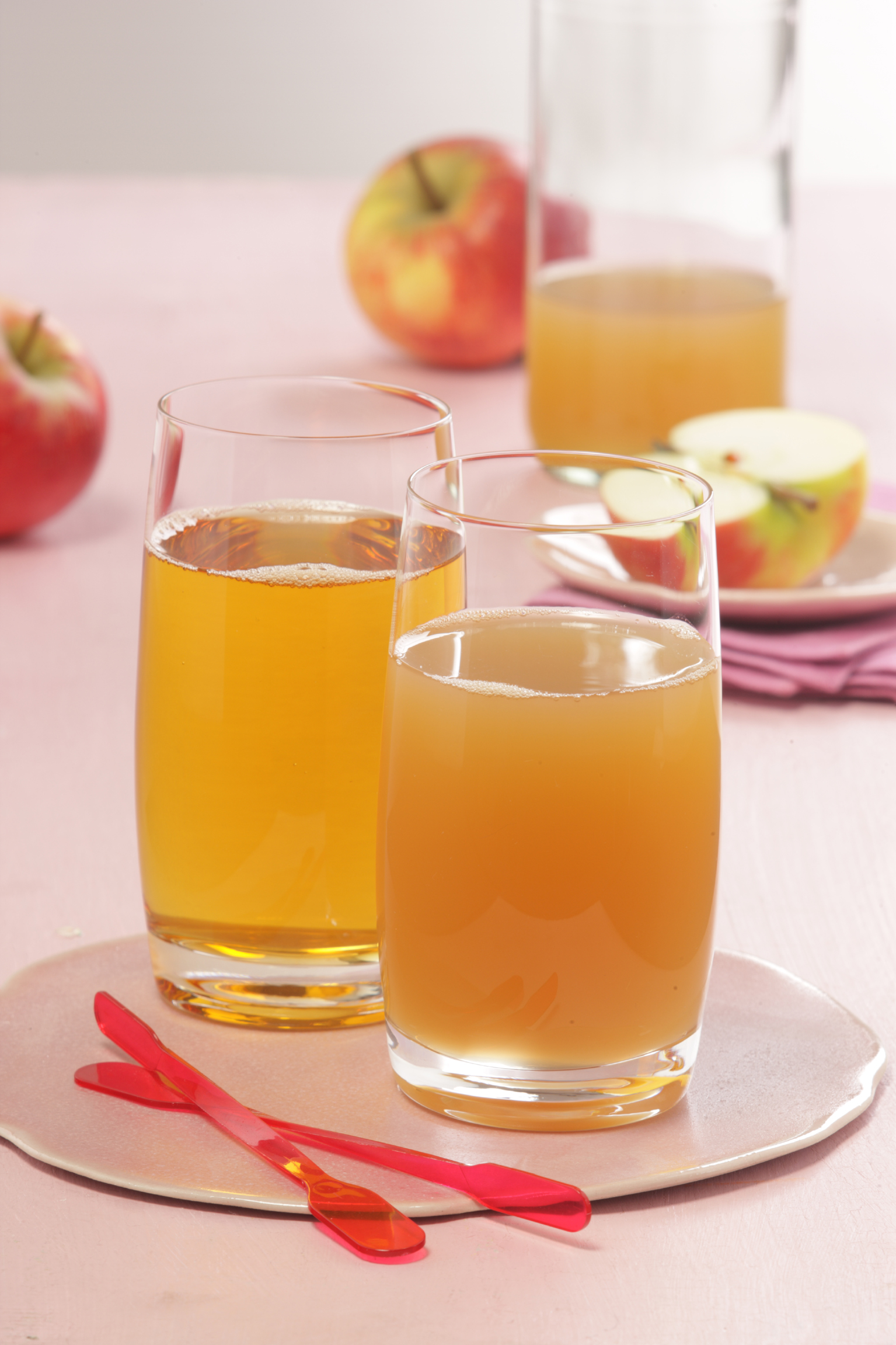
Klarer und trüber Apfelsaft im Glas

Apfelsaft (in der Schweiz und Österreich auch Süssmost bzw. Süßmost) ist ein Fruchtsaft, der durch Pressung von Äpfeln gewonnen wird. Um 1 Liter Apfelsaft zu gewinnen, werden etwa 1,3 kg Äpfel benötigt. Im großen Maßstab geschieht dies in Keltereien. Als Apfelschorle wird er mit Mineralwasser verdünnt getrunken. 2019 betrug in Deutschland der Pro-Kopf-Verbrauch an Apfelsaft 6,8 Liter und Apfelsaftschorle 4,5 Liter.

## Naturtrüber und klarer Apfelsaft
Nach dem Pressen ist der Apfelsaft immer naturtrüb, d. h. fruchtfleischhaltig. Zentrifugiert und gefiltert erhält man den klaren Apfelsaft. Früher haben manche Hersteller zur Klärung des Apfelsafts Gelatine eingesetzt, die nicht deklarationspflichtig ist, weil sie vor der Abfüllung vollständig entfernt wird. 2015 wurde in Deutschland die Fruchtsaft- und Erfrischungsgetränkeverordnung geändert, so dass auch pflanzliche Proteine zur Klärung zulässig sind. Damit kann klarer Apfelsaft auch von Konsumenten getrunken werden, die die Verwendung von Gelatine wegen der tierischen Herkunft ablehnen. Die Varianten – naturtrüb, trüb und klar – werden zum Beispiel durch Pasteurisation haltbar gemacht. Dabei wird der Saft in der industriellen Herstellung kurz auf ca. 78 °C erhitzt, um Mikroorganismen abzutöten und somit die Gärung zu verhindern. Bei eigener Herstellung empfiehlt sich wegen der ungünstigeren hygienischen Voraussetzungen das Pasteurisieren bei einer etwas höheren Temperatur und längeren Einwirkungsdauer (etwa einige Minuten bei ca. 84 °C). Da der naturtrübe Apfelsaft nicht gefiltert wird, befinden sich in ihm Schwebstoffe. Da sie schwerer sind als Wasser, können sie sich im Laufe der Zeit am Boden absetzen und sollen vor dem Trinken aufgeschüttelt werden. Aufgrund der in den Schwebstoffen enthaltenen Antioxidantien – es handelt sich hauptsächlich um Polyphenole – enthält naturtrüber Apfelsaft mehr sekundäre Pflanzenstoffe als gefilterter Saft.
In Tierversuchen entwickelten Mäuse und Ratten, denen Apfelsaft verabreicht wurde, bis zu 50 % weniger Tumoren, als die Vergleichsgruppe ohne die Apfelsaftgaben. Der trübe Apfelsaft war in diesen Versuchen wirksamer als der klare. Vermutlich sind hier die Procyanidine, die in trübem Apfelsaft in hoher Konzentration enthalten sind, die Ursache.

## Apfelsaft aus Konzentrat
Zur Herstellung von klarem Apfelsaft wird überwiegend Apfelsaftkonzentrat verwendet. Apfelsaftkonzentrat erhält man durch Entzug von Wasser und Abtrennen von Aromen. Dadurch reduziert sich das Volumen auf ca. ein Sechstel, sodass die Lagerung und der Transport günstiger werden. Durch Hinzufügen von speziell aufbereitetem Trinkwasser und den getrennt gelagerten Aromen wird ein zum ursprünglichen Ausgangsprodukt gleichartiges Produkt erreicht; dieser Vorgang wird als Rekonstituieren bezeichnet. Die Verarbeitung von Apfelsaftkonzentrat ermöglicht es auch, durch Mischen geschmacklich unterschiedlich ausgeprägter Apfelsaftkonzentrate (süße/saure) einen gleichbleibenden Geschmack zu erreichen. Ansonsten würden je nach Apfelsorte oder Anbaugebiet unterschiedliche Geschmacksrichtungen in einem Produkt auftreten. Als Alternative bietet der Handel Direktsaft an, der meist ein stärkeres Eigenaroma aufweist.
Die Verfahren des Wasserentzuges und der Rückverdünnung beeinträchtigen den Geschmack und den Vitamingehalt geringfügig. In der deutschen Fruchtsaft- und Erfrischungsgetränkeverordnung (FrSaftErfrischGetrV) und in den Fruchtsaftrichtlinien der EU muss der rückverdünnte Saft gleichartige organoleptische und analytische Eigenschaften aufweisen wie ein nicht aus Konzentrat hergestellter Saft (Direktsaft) aus frischen Früchten derselben Art. Die analytische Gleichartigkeit der nicht flüchtigen Hauptinhaltsstoffe kann über Grad Brix, Zuckerspektrum, Aminosäurespektrum und Mineralstoffe beurteilt werden. Kennzahlen zur Beurteilung sind im AIJN Code of Practice beschrieben. Für die Beurteilung der analytischen Gleichartigkeit des Apfelsaftaromas wird ein Aromaindex Apfel ermittelt.

## Apfelsaft als Vorprodukt
Apfelsaft hat einen Energiegehalt von ca. 46 kcal pro 100 Gramm und dient auch als Vorprodukt für Apfelnektar, Apfelwein (Cidre, Viez, Most), Apfelkraut und Apfelessig; darüber hinaus wird er auch zur Herstellung von Spirituosen, wie Obstbrand, Apfelkorn oder Calvados verwendet.
Der frischgepresste, trübe Apfelsaft hat wegen der darin schwebenden Fruchtfleischteilchen und seiner raschen Oxidation eine braune Farbe, die meist der RAL-Farbe 8023 (orangebraun) ähnelt und neigt noch in der Presse und beim Umfüllen zur Schaumbildung. Er wird regional auch als Süßer, Most, Süßmost oder Apfelmost bezeichnet und zur Erntezeit unbehandelt genossen.

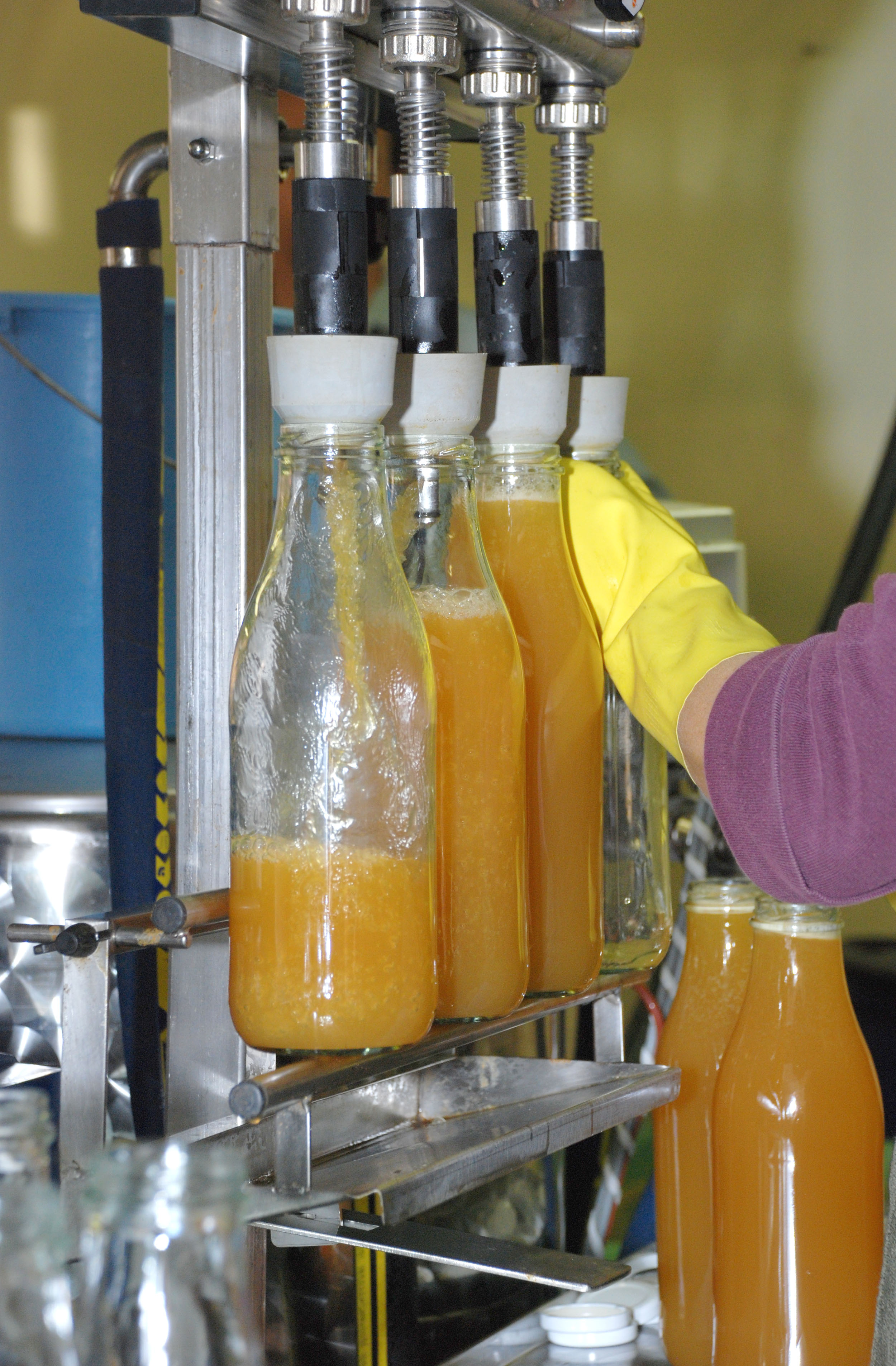
Abfüllung von Apfelsaft in einer modernen Kleinkelterei

## Apfelsaft-Produktion
Bei der Apfelsaft-Produktion werden Bandpressen, Dekanter und Separatoren eingesetzt.
- Bandpressen-Anlagen mit Tresterextraktion zur Erhöhung der Ausbeute
- Dekanter zum Abtrennen der Feststoffe aus Maische oder Saft
- Separatoren zur Klärung von Getränken und gewonnenen Säften

Durch diese Verarbeitung wird eine hohe Ausbeute erzielt. In Deutschland wird der Apfel bei der Fruchtsaftherstellung zu 100 % verarbeitet. Etwa 75 % ist die Saftausbeute, 25 % bleiben als ausgepresste Maische mit Schalen und Kernen übrig – das ist der so genannte Trester. Er geht etwa zur Hälfte in die Herstellung von Apfelpektin, das z. B. als pflanzliches Geliermittel verwendet werden kann. Die andere Hälfte geht in die Tierfütterung oder Energiegewinnung.
Streuobstwiesen sind eine traditionelle Form des Apfelanbaus.